# Truist Field
O Truist Field é um estádio localizado em Charlotte, estado da Carolina do Norte, nos Estados Unidos, possui capacidade total para 10.200 pessoas, é a casa do Charlotte Knights, time da liga menor de beisebol International League, o estádio foi inaugurado em 2014, o tamanho menor do seu campo possibilita uma das maiores médias de home runs da liga.